# 桜弾

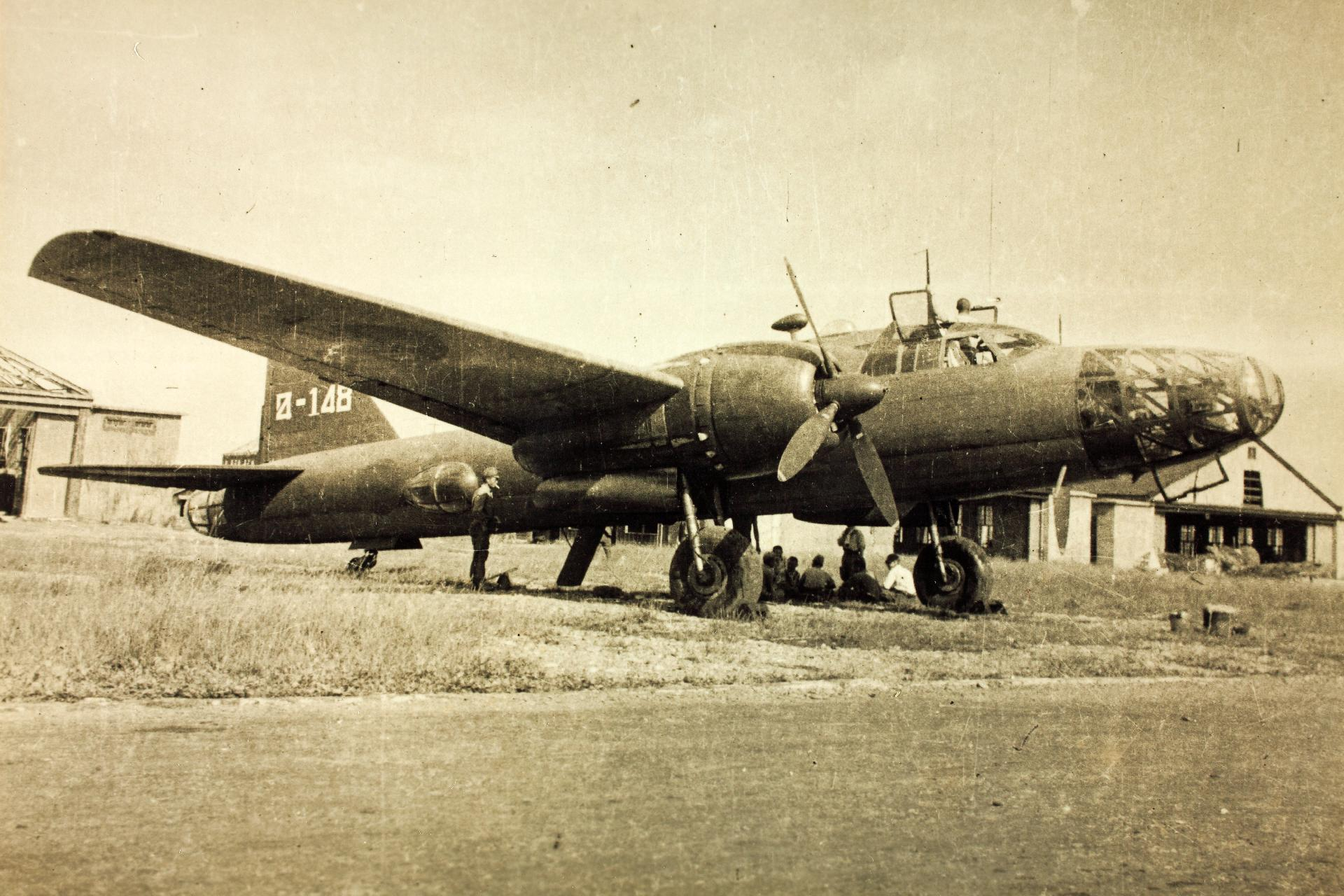
桜弾の搭載機に選ばれた四式重爆撃機

桜弾（さくらだん）は日本陸軍が太平洋戦争中に開発した航空機用・体当たり爆弾。特攻兵器として開発され・実戦にて使用された。

## 概要
直径1.6m、重さ2.9tの対艦用大型爆弾で、ナチス・ドイツから技術供与を受けて製造された成形炸薬弾「タ」弾を大型化したものであった。
これは、航空機に装着して体当たり特攻をすると爆発するもので、爆発威力は前方3km、後方300mが吹き飛ぶことを想定、艦船を確実に撃沈できる兵器として開発された。

## 開発
1944年（昭和19年）5月、第三陸軍航空技術研究所に特別研究班が設けられ、所長正木博が桜弾の研究を統括した。1944年9月5日、陸海軍技術運用委員会が設置され、桜弾を含む特殊奇襲兵器の研究が陸軍、海軍、部外で行われた。ドイツ空軍の親子飛行機ミステルの情報と簡易な図面を入手し、四式重爆撃機を改造、特攻機として桜弾機キ167を開発した。パラボラ状の巨大な弾体はそのままでは機内に収まらず、胴体を膨らませる改造を施した上で装着された。
1945年（昭和20年）4月に完成し、6月には呉海軍工廠で未成の航空母艦『阿蘇』を使用して飛行機用通常爆弾、魚雷弾頭、桜弾の破壊効力を比較する試験が行われた。これにより、航空特攻に使用した際に桜弾の威力が最大と確認された。一方、搭載機は改造によって航空機としての性能が損なわれ、モンロー/ノイマン効果を発揮するためには命中部位や衝撃角度が制約されるなど運用には多くの問題を抱えていた。そのためか多くは使われなかった。

## 実戦
胴体内に桜弾を装着した四式重爆撃機キ167は飛行第62戦隊に配備された。初の実戦は昭和20年4月17日、鹿屋航空基地を発進した四式重爆撃機3機の特攻機のうち1機を桜弾機として沖縄周辺の艦船攻撃を行った。この攻撃では戦果は確認されていない。続いて5月25日には義烈空挺隊の義号作戦と連携して航空機64機、搭乗員70名の大規模な航空特攻が行われ、飛行第62戦隊のキ167、2機が参加。嘉手納沖の戦艦と粟国島南側の大型艦に突入を行った。